# Comune distrettuale di Kėdainiai
Il comune distrettuale di Kėdainiai è uno dei 60 comuni della Lituania, situato nella regione dell'Aukštaitija.